# Ciorni Lozî, Șostka
Ciorni Lozî (în ucraineană Чорні Лози) este un sat în comuna Kovtunove din raionul Șostka, regiunea Sumî, Ucraina.

## Demografie
Componența lingvistică a localității Ciorni Lozî
     Ucraineană (95,45%)
     Rusă (4,55%)
Conform recensământului din 2001, majoritatea populației localității Ciorni Lozî era vorbitoare de ucraineană (95,45%), existând în minoritate și vorbitori de rusă (4,55%).